# Ray Pohlman
Merlyn Ray Pohlman (22 de julio de 1930 – 1 de noviembre de 1990) fue un arreglista y músico de sesión estadounidense, intérprete de guitarra, contrabajo y bajo eléctrico. En los años 50 fue el primer músico que usó una bajo eléctrico en una grabación discográfica en Los Ángeles.

## Biografía
Pohlman fue miembro del grupo de músicos de sesión conocido como The Wrecking Crew, que colaboró con Phil Spector y The Beach Boys entre muchos otros artistas y productores. Durante los años 60, Pohlman fue además director de "The Shindogs", la banda oficial del programa de televisión Shindig!
A comienzos de los años 80 tocó la guitarra rítmica en la banda de jazz de Frankie Capp.
A lo largo de su carrera intervino como músico de sesión en grabaciones de artistas como Richie Allen, Ann-Margret, The Association, Chet Baker, The Beach Boys, Pat Boone, Tim Buckley, Glen Campbell, Leonard Cohen, Sam Cooke, Doris Day, Dion, Duane Eddy, The Everly Brothers, The 5th Dimension, The Four Preps, Merle Haggard, Emmylou Harris, Lee Hazlewood, The Hondells, Jan & Dean, Gary Lewis & the Playboys, Donna Loren, The Marketts, Bette Midler, The Monkees, Mystic Moods Orchestra, Ricky Nelson, Willie Nelson, Laura Nyro, Fess Parker, Paul Revere & the Raiders, The Rip Chords, The Ronettes, Del Shannon, T.G. Sheppard, Mel Tormé, The Turtles o Ian Whitcomb.
Pohlman falleció de un fallo cardíaco a la edad de 60 años.

## Discografía parcial
Con The Beach Boys[cita requerida]
- Fun Fun Fun
- Help Me, Ronda
- Dance Dance Dance utilizando un bajo Danelectro de seis cuerdas.
- I Know There's An Answer[4]
- I Just Wasn't Made For These Times
- Here Today
- Please Let Me Wonder

Con Sam Cooke
- Bring It On Home To Me
- Good Times
- Having a Party

Con The Ronettes
- Be My Baby